# Castelnuovo Parano
Castelnuovo Parano è un comune italiano di 848 abitanti della provincia di Frosinone nel Lazio.

## Geografia fisica

### Territorio
L'abitato di Castelnuovo Parano è suddiviso nei centri Terra (il capoluogo, 332 m s.l.m.),  Casali (310 m s.l.m.), Pimpinelli e Cisterna sul monte Perano. La località Valli-Sant'Antonio Abate, sorge invece nella parte bassa a cavallo della Strada Statale 630 nella valle dell'Ausente e negli ultimi decenni si sta sviluppando rapidamente.

### Clima
Classificazione climatica: zona D, 1698 GR/G

## Origini del nome
Il toponimo deriva dal castello fatto erigere sul M. Parano dall'abate Desiderio dell'abbazia di Montecassino. Dal 1862 il comune utilizza la denominazione Castelnuovo Parano, invece delle precedenti Castelnuovo di Sangermano e Castelnuovo di Traetto.

## Storia
L'abate Desiderio, poiché da Fratte e da Traetto venivano insidiati i possedimenti dell'abbazia di Montecassino, nel 1059 fece edificare un castello per difendere e delimitare i confini della Terra di San Benedetto. Con la conquista normanna del Mezzogiorno d’Italia, Castelnuovo farà parte del Regno di Sicilia, poi denominato Regno di Napoli, infine Regno delle Due Sicilie, fino al 1861, quando, con tutto il Sud, entrerà a far parte del neo proclamato Regno d’Italia.
Durante la seconda guerra mondiale l'abitato subì pesantemente le conseguenze degli scontri trovandosi lungo la Linea Gustav.
Successivamente il comune fu spopolato da una forte emigrazione, mitigata poi dall'industrializzazione del cassinate.

### Simboli
Lo stemma e il gonfalone sono stati concessi con decreto del presidente della Repubblica del 25 marzo 1998.
Il gonfalone è un drappo di rosso. 

## Monumenti e luoghi d'interesse

### Architetture religiose
- Chiesa di Sant'Antonio Abate; si ritiene la chiesa coeva alla costruzione della fortezza. Vi si trovano affreschi di stile bizantino e cassinese. Secondo la tradizione, da Castro dei Volsci giunse miracolosamente qui il gruppo ligneo della Madonna col Bambino vincendo per tre volte l'opposizione dei Castresi; la statua viene venerata nel santuario della Madonna del Piano di Ausonia. Ogni tre anni a Sant'Antonio, presso una cappella sorta dove sostò l'ultima volta la Madonna, si incontrano per ricordare l'evento le popolazioni di questi comuni.
- Le cappelle delle Vergini di Costantinopoli e delle Grazie site nelle frazioni minori (Cisterna e Pimpinelli) costruite intorno al seicento e che conservono ancora la tipica architettura.
- L'antico sentiero pavimentato a pietra che secondo la tradizione venne utilizzato dal santo patrono Mauro, monaco benedettino, quando da Montecassino arrivò a Castelnuovo Parano; è possibile vedere lungo il sentiero la pietra su cui (tradizione vuole) san Mauro si inginocchiò, e che prese la forma del suo ginocchio.

### Architetture militari
Presso il centro storico (località Terra) sorgono ancora una torre e le cinta murarie dell'antica fortezza e le tre porte d'accesso al borgo murato.

## Società

### Evoluzione demografica
Abitanti censiti

### Etnie e minoranze straniere
Secondo i dati ISTAT al 31 dicembre 2013 la popolazione straniera residente era di 8 persone.

### Religione
La popolazione professa per la maggior parte la religione cattolica e afferisce alla diocesi di Sora-Cassino-Aquino-Pontecorvo, ma fino al 2014 faceva parte dell'abbazia territoriale di Montecassino.

### Tradizioni e folclore
La corsa della Madonna nella notte del sabato santo. L'incontro tra i fedeli di Ausonia e Castro dei Volsci (il 21 di agosto con cadenza triennale) a ricordare lo spostamento della Vergine del Piano da Castro dei Volsci nell'entroterra dell'antica Alta Terra di Lavoro, fino ad Ausonia passando per Castelnuovo Parano dove, tradizione vuole, che si sia fermata per ristorarsi.

### Lingue e dialetti
Il dialetto parlato a Castelnuovo Parano appartiene ai dialetti laziali meridionali, benché occorra osservare che il dialetto originario, specialmente fra le giovani generazioni, appare contaminato dal romanesco, probabilmente per l'aura di prestigio che spira dal capoluogo di regione nonché capitale d'Italia. Tale fenomeno caratterizza, in diversa misura, tutti i comuni del Lazio meridionale.

## Economia
Di seguito la tabella storica elaborata dall'Istat a tema Unità locali, intesa come numero di imprese attive, ed addetti, intesi come numero di addetti delle imprese locali attive (valori medi annui).
|                    | 2015                  |                              |                            |                |                       |                     | 2014                  |                | 2013                  |                |
| ------------------ | --------------------- | ---------------------------- | -------------------------- | -------------- | --------------------- | ------------------- | --------------------- | -------------- | --------------------- | -------------- |
|                    | Numero imprese attive | % Provinciale Imprese attive | % Regionale Imprese attive | Numero addetti | % Provinciale Addetti | % Regionale Addetti | Numero imprese attive | Numero addetti | Numero imprese attive | Numero addetti |
| Castelnuovo Parano | 66                    | 0,2%                         | 0,01%                      | 143            | 0,13%                 | 0,01%               | 62                    | 130            | 63                    | 127            |
| Frosinone          | 33.605                |                              | 7,38%                      | 106.578        |                       | 6,92%               | 34.015                | 107.546        | 35.081                | 111.529        |
| Lazio              | 455.591               |                              |                            | 1.539.359      |                       |                     | 457.686               | 1.510.459      | 464.094               | 1.525.471      |

Nel 2015 le 66 imprese operanti nel territorio comunale, che rappresentavano lo 0,2% del totale provinciale (33.605 imprese attive), hanno occupato 143 addetti, lo 0,13% del dato provinciale; in media, ogni impresa nel 2015 ha occupato poco più di due addetti (2,17).

## Amministrazione
Nel 1927, a seguito del riordino delle circoscrizioni provinciali stabilito dal regio decreto n. 1 del 2 gennaio 1927, per volontà del governo fascista, quando venne istituita la provincia di Frosinone, Castelnuovo Parano passò dalla provincia di Caserta a quella di Frosinone.

### Altre informazioni amministrative
- Fa parte della XIX Comunità Montana "L'Arco degli Aurunci"